# Monolake
Monolake — электронный музыкальный коллектив из Берлина, Германия.
Был создан музыкантами Герхардом Белесом (нем. Gergard Behles) и Робертом Хенке (нем. Robert Henke). Белес позже покинул группу, сфокусировавшись на создании музыкального софта в компании Ableton, которую он основал в 1999 вместе с Берндом Роггендорформ (нем. Bernd Roggendorf).
Осенью 2004 года новым участником Monolake стал Торстен Прёфрок (нем. Torsten Pröfrock).
Название Monolake было выбрано в честь Озера Моно, расположенного в Калифорнии.
Характерное минималистичное даб-техно звучание группы заложило основу звучания берлинского лейбла Chain Reaction, однако впоследствии Monolake издавались на собственном лейбле [ml/i] (Monolake / Imbalance Computer Music).
Оба участника группы имеют соло проекты. Хенке выпускает свои релизы под собственным именем, а Прёфрок использует псевдонимы T++ и Various Artists.
Хенке также известен как инженер, занимающийся разработкой собственного программного обеспечения и техники для живых выступлений.

## Дискография

### Monolake
- Hongkong (Chain Reaction, 1997, перевыпуск ремастера в 2008)
- Gobi. The Desert EP ( 1999)
- Interstate (1999, перевыпущен в 2007)
- Cinemascope (2001)
- Gravity (2001)
- Momentum (2003)
- Polygon_Cities (2005)
- Plumbicon Versions (2006)
- Silence (2009)
- Ghosts (2012)
- VLSI   (2016)

### Robert Henke
- Piercing Music (Imbalance, 1994, перевыпущен в 2003)
- Floating Point (Imbalance, 1997)
- Signal to Noise (Imbalance Computer Music, 2004)
- Layering Buddha (Imbalance Computer Music, 2006) также выпущен как 5x7" бокс-сет
- Atom/Document (Imbalance Computer Music, 2008)
- Indigo_Transform (Imbalance Computer Music, 2009)

### Torsten Pröfrock
- Various Artists Decay Product (Chain Reaction, 1997)
- Various Artists 8, 8.5, 9 Remixes (FatCat, 1999)
- Dynamo Außen Vor (DIN, 2002)